# Schlacht von Heavenfield
Die Schlacht von Heavenfield fand 634 in der Nähe des Hadrianswalls beim Ort Hexham statt. Eine walisische Streitmacht unter Cadwallon ap Cadfan, dem König von Gwynedd, stand gegen ein northumbrisches Heer. 
Cadwallon hatte die politische Teilung des Landes nach der Schlacht von Hatfield Chase ausgenutzt und war erneut in Northumbria eingefallen. Eanfrith, der König von Bernicia, wurde im Verlauf von Friedensverhandlungen getötet, und auch Osric, der König von Deira, fiel im Kampf. Daraufhin kehrte Oswald, Eanfriths Bruder, aus dem Exil zurück und stellte sich gemeinsam mit der verbündeten Streitmacht des Königs Domnal von Dalriada dem Gegner. Oswald, der im Kloster von Iona zum Christentum übergetreten war, soll mit einem Kreuz in die Schlacht gezogen und Gott um einen Sieg gebeten haben, daher der Name Heavenfield für den Ort der Schlacht. Cadwallon kam in der Schlacht ums Leben. Nach anderen Quellen ging er ins Exil.
Nach der Schlacht wurde Oswald König des wiedervereinigten Northumbria und christianisierte sein Volk endgültig mit der Hilfe von Aidan von Lindisfarne.